# اسکادا اس‌ای

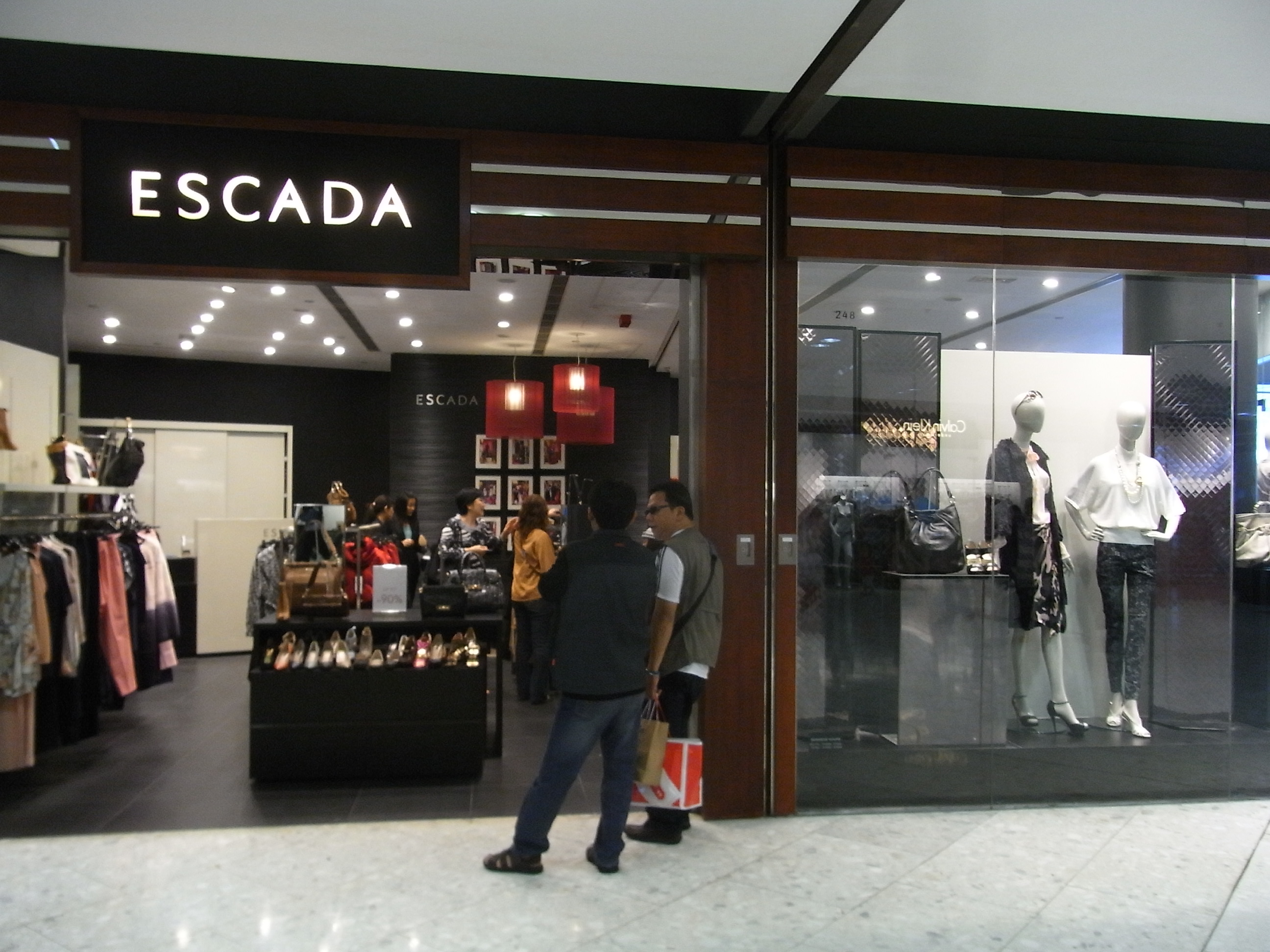
شعبه‌ای از بوتیک‌های اسکادا در هنگ کنگ

اسکادا اس‌ای (به آلمانی: Escada SE) شرکت خرده‌فروشی کالای لوکس آلمانی است، که در زمینه تولید و توزیع انواع لباس، عینک، کفش، کالاهای چرمی، ساعت مچی، عطر و جواهرات فعالیت می‌نماید.
شرکت اسکادا اس‌ای در سال ۱۹۷۶ توسط مارگارتا لی راه‌اندازی شد و در حال حاضر دارای شعبه در ۶۰ کشور واقع در اروپا، آسیا و آمریکای شمالی می‌باشد.
دفتر مرکزی این شرکت در شهر مونیخ، آلمان قرار دارد و سهام آن در بازار بورس فرانکفورت معامله می‌شود. اکثریت سهام اسکادا در اختیار لاکشمی میتال می‌باشد.